# Привілля (Шосткинський район)
Приві́лля (до 1943 р. – Фрейгольтове)  —  село в Україні, у Глухівській міській громаді Шосткинського району Сумської області. Населення становить 351 осіб. До 2020 орган місцевого самоврядування — Привільська сільська рада.

## Географія
Село Привілля розташоване за 6 км від міста Глухів. На відстані 1 км розташоване село Москаленки.

## Історія
- Село Фрейгольтове відоме з другої половини XVII ст.
- 1943 — перейменоване на Привілля.
- 12 червня 2020 року, відповідно до розпорядження Кабінету Міністрів України № 723-р «Про визначення адміністративних центрів та затвердження територій територіальних громад Сумської області», село увійшло до складу Глухівської міської громади[1].
- 19 липня 2020 року, в результаті адміністративно-територіальної реформи та ліквідації Глухівського району, село увійшло до складу новоутвореного Шосткинського району[2].

#### Російське вторгнення в Україну (з 2022)
- 8 серпня 2024 року ворог з території рф скинув 6 КАБів: три — на с. Заруцьке, два — на Привілля та один — на Хотминівку[3][4][5].
- 10 серпня 2024 року село зазнало ворожих російських атак. Як повідомили в Оперативному командуванні «Північ» зафіксовано 5 вибухів, ймовірно РСЗВ[6].   З РСЗВ було обстріляно с. Привілля (5 вибухів), а з 122 мм ствольної артилерії с. Заруцьке[7][8].

## Уродженці
- Ігор Володимирович Тюльпа (1990—2023) — український військовослужбовець, учасник російсько-української війни, кавалер ордена «За мужність» III ступеня.